# Costa Ricas provinser
Costa Rica er delt ind i syv provinser. Provinserne er yderligere inddelt i kantoner, som igen er delt ind i distrikter.
Indbyggertallet i tabellen nedenfor er fra 2011.
| Provins    | Administrationscentrum | Kantoner | Distrikter | Indbyggere | Areal (km²) | Flag              |
| ---------- | ---------------------- | -------- | ---------- | ---------- | ----------- | ----------------- |
| Alajuela   | Alajuela               | 15       | 108        | 848 146    | 9 757,53    | Alajuelas flag    |
| Cartago    | Cartago                | 8        | 48         | 490 903    | 3 124,67    | Cartagos flag     |
| Guanacaste | Liberia                | 11       | 59         | 326 953    | 10 140,71   | Guanacastes flag  |
| Heredia    | Heredia                | 10       | 46         | 433 677    | 2 656,98    | Heredias flag     |
| Limón      | Limón                  | 6        | 27         | 386 862    | 9 188,52    | Limóns flag       |
| Puntarenas | Puntarenas             | 11       | 57         | 410 929    | 11 265,69   | Puntareanas' flag |
| San José   | San José               | 20       | 118        | 1 404 242  | 4 965,9     | San Josés flag    |